# Family Limitation
Family Limitation is de zesde aflevering van het eerste seizoen van de televisieserie Boardwalk Empire. De episode werd geregisseerd door Tim Van Patten. Family Limitation werd in de Verenigde Staten voor het eerst uitgezonden op 24 oktober 2010.

## Verhaal
Lucky Luciano deelt het bed met Gillian. Dat is niet naar de zin van Arnold Rothstein, die hem er op attent maakt dat Gillian de moeder van Jimmy is. Lucky's verblijf in Atlantic City maakt hem in de ogen van Nucky de hoofdverdachte wanneer er geld gestolen wordt. Nucky en Eli pakken Lucky hard aan, maar weten niet dat de broers D'Alessio de echte daders zijn.
Nucky moet voortdurend kiezen tussen de niet zo snuggere, maar volgzame Lucy en de intelligente, maar minder volgzame Margaret. Margaret werkt in een kledingszaak en krijgt bezoek van Lucy, die haar Ierse rivale probeert duidelijk te maken dat zij de enige vrouw in Nucky's leven is. Margaret laat haar niet afschrikken en neemt ontslag. Vervolgens verhuist ze op aanraden van Nucky naar een grotere woning. Margaret is in de wolken, maar ontdekt dat al haar buurvrouwen de concubines van rijke mannen zijn. Margaret begint te denken dat Nucky haar gebruikt, zeker wanneer een geplande afspraak door Nucky plots wordt geannuleerd.
In Chicago probeert Jimmy het verlies van Pearl te verwerken. Zijn vriend Al Capone nodigt hem daarom uit bij zijn thuis, waar Jimmy ontdekt dat het zoontje van Al doof is. Niet veel later maken Johnny Torrio, Al en Jimmy een afspraak met hun concurrent, de Ierse gangster Charlie Sheridan. Ze willen tot een vredesakkoord komen en besluiten te onderhandelen. Dankzij een sluw plan smokkelen ze wapens naar binnen, waarna Al en Jimmy de concurrentie vermoorden.
FBI-agent Van Alden krijgt zijn baas over de vloer. Die maakt zich zorgen over het onderzoek rond Nucky Thompson. Bovendien vraagt hij zich af waarom Van Alden zich zo interesseert in het dossier van Margaret Schroeder. In dat dossier ontdekt Van Alden dat Margaret ook in 1909 een miskraam had. Wanneer hij dan een foto van Margaret vindt, besluit hij boete te doen en dient hij zichzelf zweepslagen toe.

## Cast
- Steve Buscemi - Enoch "Nucky" Thompson
- Michael Pitt - Jimmy Darmody
- Kelly Macdonald - Margaret Schroeder
- Gretchen Mol - Gillian
- Shea Whigham - Eli Thompson
- Michael K. Williams - Al Capone
- Vincent Piazza - Lucky Luciano
- Paz de la Huerta - Lucy Danziger
- Michael Stuhlbarg - Arnold Rothstein
- Anthony Laciura - Eddie Kessler
- Michael Shannon - Nelson Van Alden
- William Hill - Ward Boss O'Neill
- Chris Mulkey - Boss Frank Hague
- Nicholas Alexander Martino - Pius D'Alessio
- Edoardo Ballerini - Ignatius D'Alessio
- Marcella Lentz-Pope - Mae Capone
- Frank Shattuck - Charlie Sheridan

## Titelverklaring
Family Limitation is de titel van de aflevering en verwijst naar de titel van een anticonceptiepamflet en naar de verschillende familiebanden die in de episode aan bod komen. Zo is er de nieuwe "familie" van Margaret. Nucky wordt de kostverdiener in Margarets gezin en hij voorziet haar meteen van een nieuwe woning. Lucky Luciano vergist zich dan weer van familielid. Hij deelt het bed met de moeder, en dus niet de echtgenote, van Jimmy Darmody.
In Chicago is er enkel plaats voor één misdaadfamilie en dat is die van Johnny Torrio. Jimmy mag bovendien ook op bezoek bij de familie van Al, waar een klein drama ontstaat wanneer ze ontdekken dat de zoon van Al doof is.

## Culturele verwijzingen
- Margaret vraagt een kennis om raad in verband met haar seksuele relatie met een rijke man. De vrouw geeft Margaret het pamflet Family Limitation (1917) van Margaret H. Sanger. Daarin wordt onder meer lysol als anticonceptiemiddel voorgesteld.
- FBI-agent Nelson Van Alden wordt door zijn baas vergeleken met Bulldog Drummond, een Britse privédetective uit de verhalen van schrijver Cyril McNeile.
- Jimmy vindt reclame van de Waverly Growers Cooperative terug in zijn boek. Dat bedrijf bestaat sinds 1914.
- Charlie Sheridan vergelijkt een blonde prostituee met actrice Mae Murray. Hij vernoemt ook de kortfilm The Taming of Kaiser Bull (1918) waarin Murray de hoofdrol speelde.
- Nucky wil met Margaret naar een optreden van Hardeen, de broer van Harry Houdini.
- Op een reclamebord op de pier worden onder meer volgende artiesten aangekondigd: Gus Edwards, Eva Tanguay en Sousa and his Band.